# The Rubber Man
The Rubber Man è un cortometraggio muto del 1909. Il nome del regista non viene riportato nei credit del film.

## Trama
Un automa di gomma sfugge al controllo del suo inventore, devastando e distruggendo tutto sulla via della fuga. Alla fine sarà l'acqua ad aver ragione dei delicati meccanismi dell'uomo di gomma mettendoli fuori uso.

## Produzione
Il film fu prodotto dalla Lubin Manufacturing Company.

## Distribuzione
Distribuito dalla Lubin Manufacturing Company, il film - un cortometraggio di quattro minuti - uscì nelle sale cinematografiche statunitensi il 22 novembre 1909. Nelle proiezioni, veniva programmato con il sistema dello split reel, accorpato in un'unica bobina con un altro cortometraggio prodotto dalla Lubin, la comica When Women Win.